# 今子正義
今子 正義（いまこ まさよし、1937年2月16日 - ）は、日本の脚本家、作家。

## 経歴
広島県広島市小町（現：中区）生まれ。修道中学校・高等学校、早稲田大学第一文学部卒業。
1960年に大映に入社し、東京撮影所で助監督（増村保造監督に師事）・シナリオライターとなる。
大映倒産の前年、保険調査員が主人公のテレビドラマの取材を通じ、株式会社生保リサーチセンターに入社。その後、損保全社出資の調査機関として設立された株式会社損害保険リサーチに転職。以後20数年にわたり管理・経営に携わった。
退任後、業界の実態を小説にして出版。

## 著作
- 映画原案「大学番外地」（大映作品、1969年）
- 映画脚本
  - 「記録なき青春」（和プロ作品、1967年）
  - 「新・高校生ブルース」（大映作品、1970年）
  - 「遊び」（大映作品、1971年）
  - 「学生妻しのび泣き」（日活作品、1973年）
  - 「女調査員SEXレポート」（日活作品、1973年）
  - 「女子大生SEX夏期ゼミナール」（日活作品、1973年）
  - 「温泉おさな芸者」（東映作品、1973年）
- テレビ脚本
  - 「ザ・ガードマン」第332回・第344回・第348回（TBS、1971年）
  - 「24時間の男」（TBS、1972年）
  - 「シークレット部隊」第3回（TBS、1972年）

## 著書
- 『棘のある視線』（西田書店、1999年8月）
- 『黒い保険金ーモラルリスク特殊調査員』（五月書房、2000年7月）
  - テレビドラマ化（テレビ朝日「モラルリスク調査員」2005年）
- 『小説保険金詐欺』（祥伝社、2005年6月）
- 『モラルリスク常習者たち』（作品社、2008年10月）
  - 第29回新風社出版賞フィクション部門最優秀賞受賞
- 『自殺保険』（作品社、2009年7月）
- 『修道高校完全優勝への熱戦記』（修道サッカーOB会限定版、2012年3月）
- 『ファイナル・ステージの怪』（日本文学館、2013年10月）
  - 日本文学館 第4回The小説大賞受賞
- 『W杯サッカー日本の礎・原爆少年サッカー魂』（南々社、2014年5月）